# Урангеологоразведка
АО «Урангео» — российское многопрофильное специализированное геологоразведочное предприятие, подведомственное Федеральному агентству по недропользованию при Министерстве природных ресурсов и экологии.
Полное наименование — Акционерное общество «Урангеологоразведка»

## История
13 октября 1945 года Совет Народных комиссаров принял Постановление «О концентрации и специализации поисково-разведочных работ на урановое сырьё». Эти постановлением в составе тогдашнего Государственного комитета по геологии было создано Первое Главное геологоразведочное управление (Первый Главк), призванное решить проблему обеспечения сырьём «Атомный проект СССР» и зарождающуюся атомную промышленность. Эта дата по праву считается днём рождения отечественной урановой геологии.

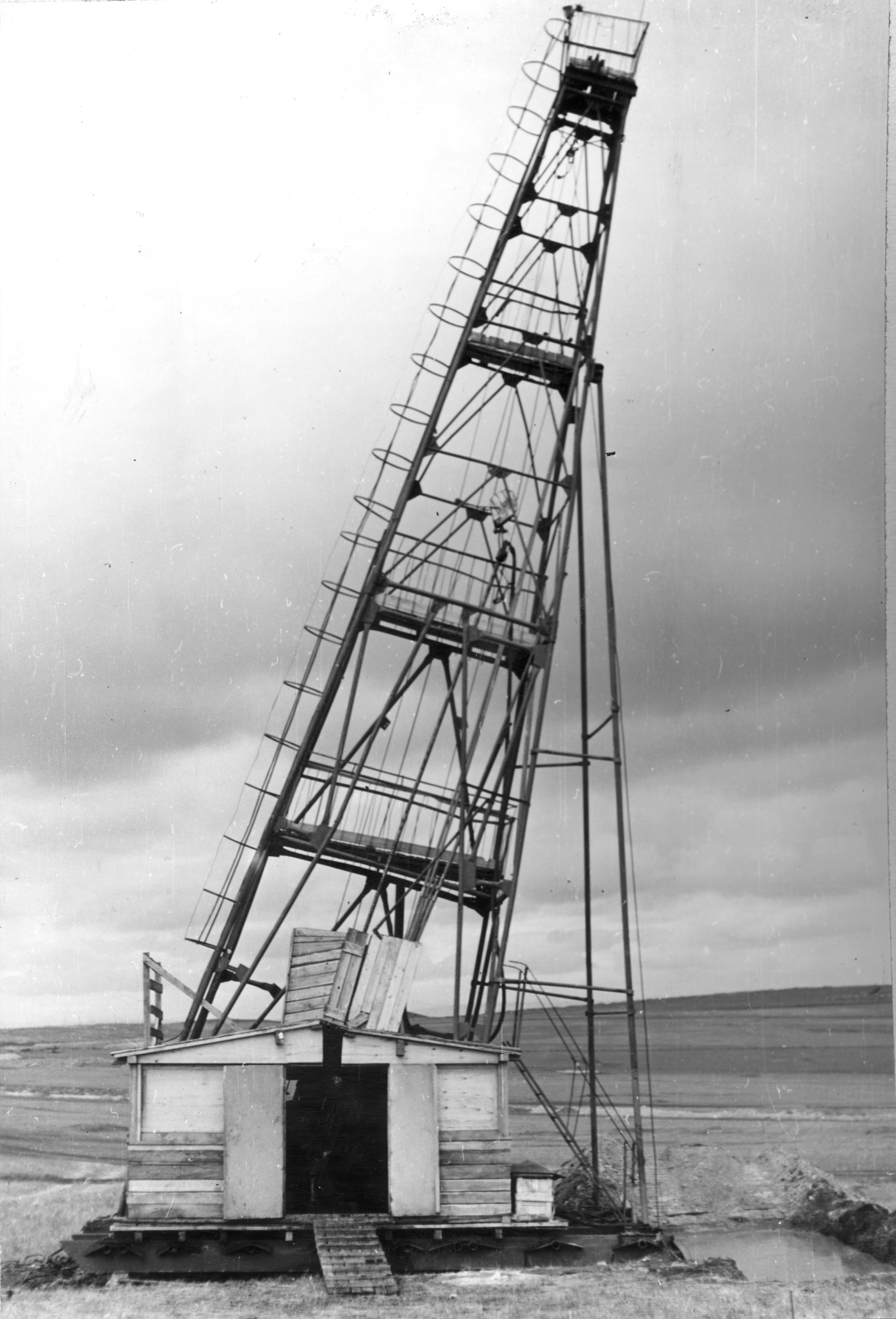
буровая вышка

За прошедшие годы геологоразведочная служба, создавшая крупнейшую в мире минерально-сырьевую базу урана, претерпела неоднократные реорганизации и именовалась: Первым Главным геологоразведочным управлением — Первым Главком (с 1945 г.), Всесоюзным геологоразведочным объединением — ВГО «Союзгеологоразведка» (с 01.06.78 г.), Государственным производственным объединением — ГПО «Геологоразведка» (с 12.09.87 г.), Главным производственным управлением — ГлавПУ «Геологоразведка» (с 12.04.88 г.), Геологическим концерном «Геологоразведка» (с 17.05.90 г.), Специализированным Центром по геологоразведочным работам на уран — СЦ «Геологоразведка» (с 16.06.97 г.), Комитетом природных ресурсов — КПР «Геологоразведка» (с 26.08.99 г.), Региональным геологическим управлением — РГУ «Геологоразведка» (с 03.12.99 г.), ГФУГП «Центральная геологическая экспедиция» (с 27.07.2000 г.), ФГУП «Урангеологоразведка» (с 2004 г.), ФГУГП «Урангеологоразведка» (2005 г.), АО "Урангеологоразведка" (2017 г.)

## Описание
Головной филиал — Урангео располагается в Иркутске.
Также имеются филиалы в Новосибирске (Сибирский филиал «Берёзовгеология» и филиал «Центр горно-геологического оборудования»), Екатеринбурге (Уральский филиал «Зеленогорскгеология»), Санкт-Петербурге (Северо-Западный филиал «Невскгеология», филиал «Российский геоэкологический центр»), Москве (филиал «Горно-геологическая экспедиция»). Наиболее крупный из них — Байкальский филиал (БФ) «Сосновгеология».

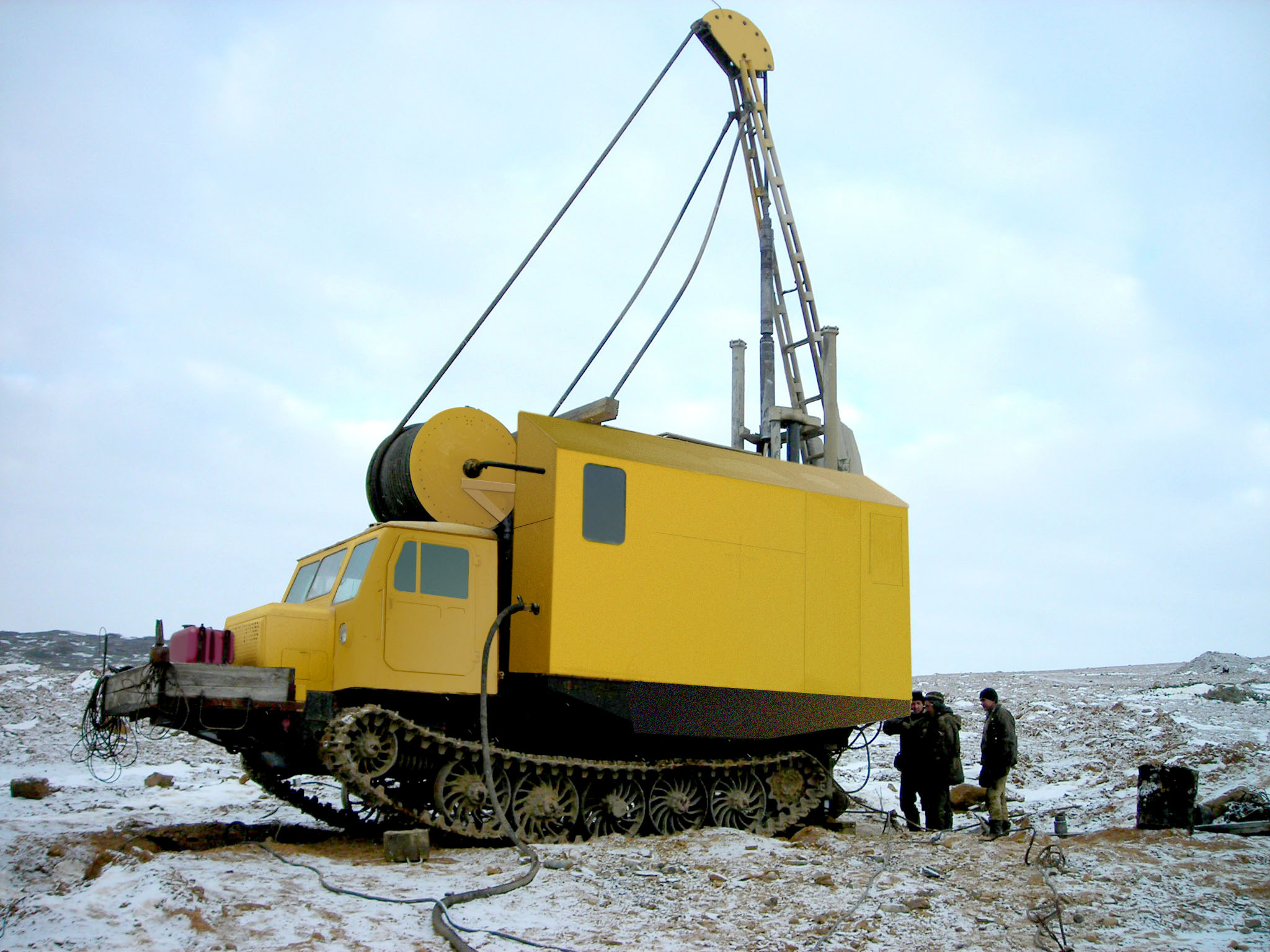
СБУ-2РТ

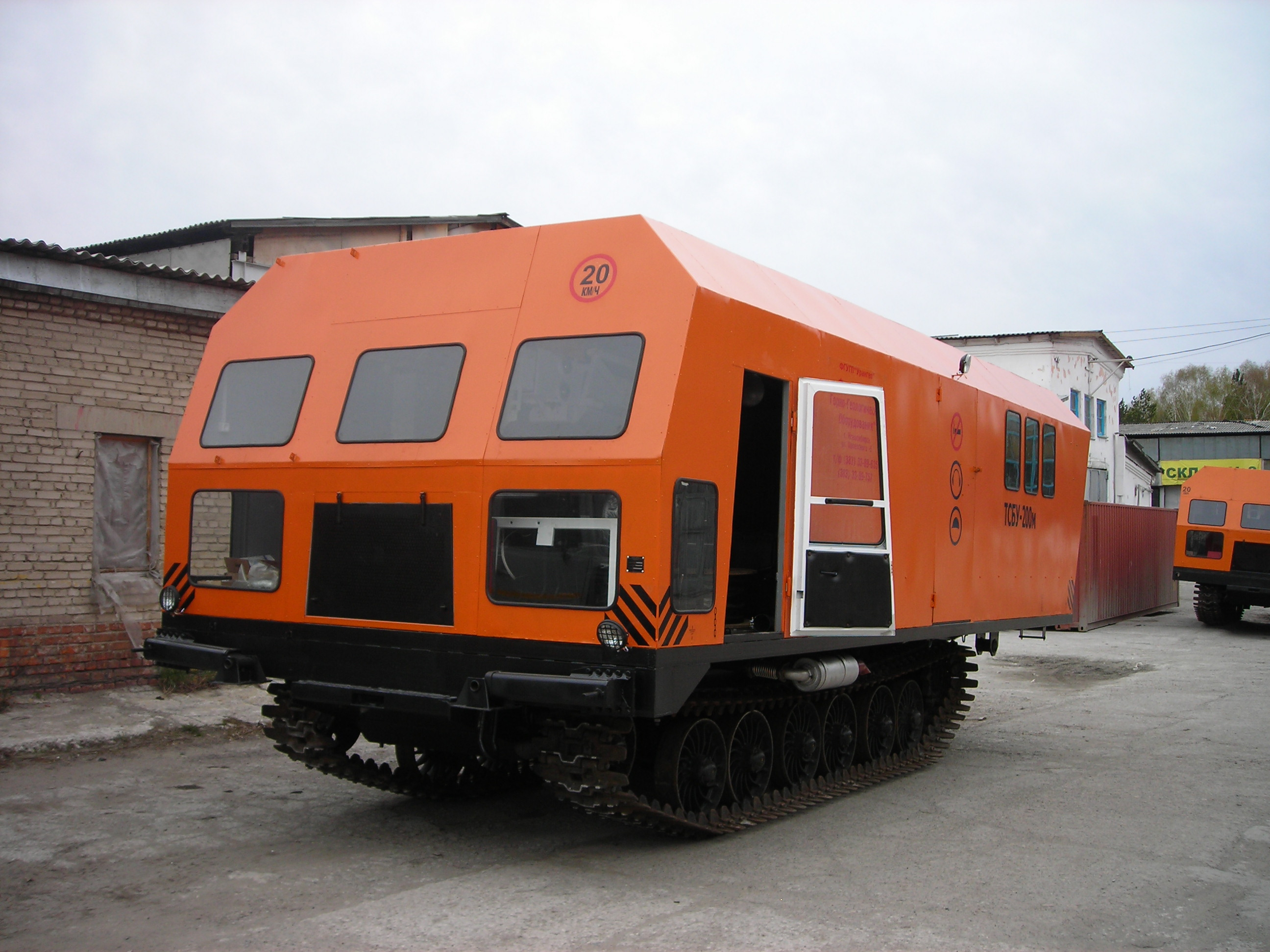
ТСБУ-200М

В 2001 году было зарегистрировано Закрытое акционерное общество «Далур», учредителями выступили ОАО «ТВЭЛ» и ФГУГП «Урангео». Основная цель предприятия — производство сырья для обеспечения атомной энергетики ядерным топливом.
На 2012 год парк буровой техники насчитывал более 40 единиц, а так же более 200 единиц вспомогательной техники и оборудования.
На 2014 год среднесписочный штат предприятия — 1000 чел., из них инженерно-технических работников — 500 чел. (в том числе геолого-геофизических специальностей — 365 чел., из которых 2 доктора ГМН и 11 кандидатов ГМН), рабочих — 500 чел.
В 2017 году ФГУГП "Урангео" преобразовано в АО "Урангео"
В 2018 в рамках государственных контрактов  АО "Урангео" осуществляет геолого-геофизические работы на Кульдурской, Антасейской, Каренгской и Шунгулежской площадях.

## Структура
В состав Урангео входит ряд следующих филиалов:
- Байкальский филиал «Сосновгеология»
- Сибирский филиал «Березовгеология»
- Уральский филиал «Зеленогорскгеология»
- Северо-западный филиал «Невскгеология»
- Филиал «Российский Геоэкологический Центр»
- Филиал «Центр Горно-Геологического Оборудования»
- Филиал «Горно-Геологическая Экспедиция»

## Деятельность
Основное направление деятельности — геолого-разведочные работы на уран в разных регионах Российской Федерации.
Основными заказчиками на выполнение геологоразведочных работ по поиску урана являются органы Роснедра: «Иркутскнедра», «Бурятнедра», «Уралнедра», «Центрсибнедра». Предприятие также проводит геологоразведку твердых полезных ископаемых, поиск и разведку подземных вод, выполняет буровые работы по коммерческим контрактам с крупнейшими нефте- и газодобывающими компаниями России.
В 2005—2006 годах предприятие проводило буровые работы в Израиле на меднорудном месторождении Тимна в районе Эйлата.
В течение 2010—2013 годов компания проводила геолого-разведочные работы на уран за счёт средств федерального бюджета на нескольких объектах. В 2013 году было проведено девять таких работ.
Также предприятие ежегодно ведёт геолого-разведочные работы на 5-6 объектах за счёт средств недропользователей на другие полезные ископаемые — золото, редкие металлы, медь, железо, каменный уголь и др.
Осенью 2013 года в связи с напряженной радиационной обстановкой в Железнодорожном Министерство природных ресурсов и экологии Иркутской области выступило заказчиком работ по дополнительному обследованию поселка. В 29 из 57 обследованных зданий общественного и жилого назначения были выявлены высокие концентрации радона.
В конце 2014 года компания подтвердила готовность выполнять на территории Судана ряд геологоразведочных работ, в том числе по поиску и разведке месторождений урана.

## Санкции
23 февраля 2024 года предприятие включено в блокирующий санкционный список США направленный против «будущих перспектив российской экономики, в частности, геологоразведочных работ».

## Статьи
- Радиационная обстановка особо охраняемых природных территорий (ООПТ) озера Байкал
- Радиационный мониторинг на месторождениях твердых полезных ископаемых Байкальского региона
- Радиоэкологическая ситуация Южного Байкала